# 中川究矢
中川 究矢（なかがわ きゅうや、1979年4月17日 - ）は、日本の映画監督、映像作家。京都市出身。

## 来歴
東京映像芸術学院・映像クリエイターコース卒業。
園子温監督の助監督を経て、現在は監督、プロデューサー、音響技師として活動。
俳優・川連廣明と、短編映画連作プロジェクト「ドグマ96」を企画プロデュース。
2019年、監督作『カマキリの夜』が第一回Place M Film Festivalで大賞受賞。『振り返る場所がない』が第35回世田谷文学賞詩部門で一席受賞。
2021年公開『あ・く・あ 〜ふたりだけの部屋〜』で長編映画（ノンフィクション作品を除く）初監督。
独特の絵作りは「異端映像作家」とも称される。2021年現在、奄美大島在住。

## 主な監督作品

### 映画
- 本日の猫事情（2007年）[5][6][7][8]
- 放電（ドグマ96#2作品、2010年）
- 進化（ドグマ96#3作品、2010年）
- Vision（2011年）
- 日蝕（2012年）
- クラッキングライフ（2014年）[9][10][11][12]
- アメリカ（2017年）[13]
- カマキリの夜（2017年）[13]
- あ・く・あ～ふたりだけの部屋～（2021年）[14]
- ナマズのいた夏（2025年）[15]

### テレビドラマ
- ひかりTV 4Kオリジナルドラマ〜伝染る物語〜KADOKAWA怪談実話 三兄弟の家（2016年）

### ウェブドキュメンタリー
- 東京でとって食べる生活ドキュメンタリー（2020年予定）[16]

### DVD
- ドッグショー

### WEB
- 恋する血液型　（シーズン1、2008年）[17]

## 主なプロデュース作品
- カルマ（アレックス・パイエ監督）
- 凸凹（ドグマ96#4作品、川連廣明監督）
- ぱんいち夫婦（ドグマ96#5作品、寺内康太郎監督）
- TEN GOODBYES（ドグマ96#6作品、オムニバス）
- 夫とちょっと離れて島暮らし（2021年12月25日、Amami Cinema Production、國武綾監督）[18]

## 主な参加作品

### 映画
- soeur スール - 録音（2007年、西川文恵監督）[19][20]
- ALLDAYS 二丁目の朝日 - 録音（2008年、村上賢司監督）[21][22][23]
- 少林老女 - 助監督（2008年、寺内康太郎監督）[24][25][26]
- 泣きたいときのクスリ - 録音（2008年、福島三郎監督）[27][28][29]
- オカルト - 音響効果・整音（2008年、白石晃士監督）[30][31]
- テケテケ - 録音（2009年、白石晃士監督）[32][33][34][35]
- テケテケ2 - 録音（2009年、白石晃士監督）[36][37][38][39]
- 吸血少女対少女フランケン - 録音（2009年、友松直之・西村喜廣監督）[40][41][42]
- ちゃんと伝える - スクリプター（2009年、園子温監督）[43]
- ラブドール 抱きしめたい！ - 制作・録音・音響効果（2009年、村上賢司監督）[44][45]
- 君と歩こう - 録音（2010年、石井裕也監督）[46]
- 青春Hセカンドシーズン『超・悪人』 - 録音（2011年、白石晃士監督）[47][48]
- コネコノキモチ - 録音（2011年、高橋栄樹監督）[49][50][51][52]
- ヘルドライバー - 録音（2011年、西村喜廣監督）[53]
- アメイジング・グレイス〜儚き男たちへの詩〜 - 録音（2011年、川野浩司監督）[54][55][56]
- 超・暴力人間 - プロデュース協力（2011年、白石晃士監督）[57][58]
- 劇場版 はらぺこヤマガミくん - 録音（2012年、井口昇・西村喜廣・塩崎遵監督）[59]
- 口腔盗聴器 - 録音（2012年、上原三由樹監督）[60][61][62]
- ふたりのシーズン - 録音・整音・編集（2012年、井土紀州監督）[63][64][65]
- KAZUYA 世界一売れないミュージシャン - 整音・編集・アソシエイトプロデューサー（田村紘三監督）[66][67][68][69]
- 愛のイバラ - 録音（2013年、小口容子監督）[70][71][72]
- NEW NEIGHBOR - 録音（2013年、ノーマン・イングランド監督）[73][74][75][76]
- マリア狂騒曲  - 録音（2013年、井土紀州監督）[77][78][79][80]
- 超・暴力人間 デラックス - プロデュース協力（2014年、白石晃士監督）[81][82]
- 戦慄怪奇ファイル コワすぎ!史上最恐の劇場版 - 助監督・音響監督（2014年、白石晃士監督）[83][84][85][86]
- マザー - 編集（2014年、楳図かずお監督）[87][88][89][90]
- ら - 録音・効果音・整音（2015年、水井真希監督）[91][92][93]
- 虎影 - 録音（2015年、西村喜廣監督）[94][95][96][97]
- 青春群青色の夏 - ラインプロデューサー（2015年、田中佑和監督）[98][99][100][101]
- キリエのうた - 録音（2023年）
- クオリア - 録音（2023年）
- 12ヶ月のカイ - 録音（2023年）[102]

### PV
- 34432　『無限』
- ゆいだいき　『バス』